# Ostara

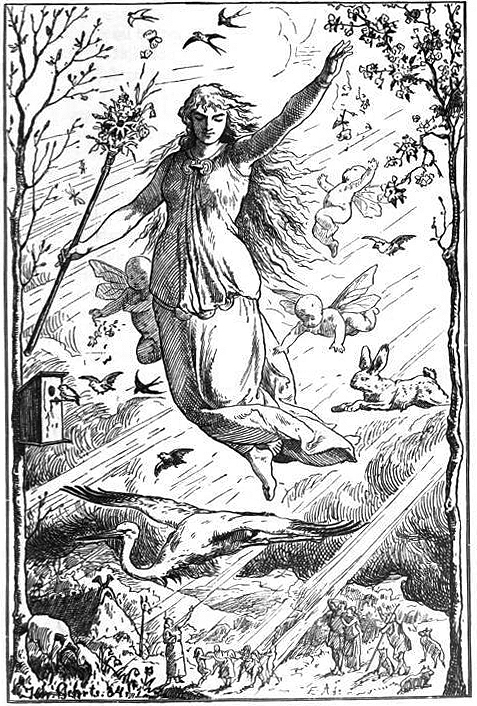
Ostara.

O nome Ostara está relacionado com a deusa da fertilidade, amor e do renascimento da mitologia anglo-saxã, da mitologia nórdica e mitologia germânica. Também é relativo às festividades que se celebram durante o equinócio desta estação. A data tem forte ligação com diversas outras celebrações pagãs.
Ostara é o primeiro dia da Primavera, ocorre normalmente entre 22 e 23 de setembro no hemisfério Sul (podendo ocorrer entre 20 e 25 de setembro) e entre 19 e 20 de março no hemisfério Norte (podendo ocorrer entre 17 e 22 de março). O início da primavera marca também a volta do Sol e uma época do ano em que dia e noite tem a mesma duração depois do inverno. Para os alguns neopagãos é o despertar da Terra com sentimentos de equilíbrio e renovação. Uma das principais tradições desse festival é a decoração de ovos. O ovo representa a fertilidade da "deusa" e do "deus". Outra tradição muito antiga é a de esconder os ovos e depois achá-los.(Talvez veio daí o costume dos Norte-americanos de esconderem os ovos de chocolate no dia da Páscoa para que as crianças os achem.)
.
Para os wiccanos também é época de começar a plantar, época do amor, de promessas e de decisões, pois a Terra e a natureza despertam para uma nova vida.
Durante a festa em homenagem a Eostre, deusa da primavera, é tempo de dar ovos coloridos de presente aos amigos e entes queridos, como um símbolo de sorte, fertilidade e prosperidade. O coelho era o símbolo do festival, bem por causa de sua re-emergência durante esta temporada, e por sua capacidade reprodutiva. Essa festa era mais comemorada por causa das crianças. A tradição está presente hoje no feriado de Páscoa, só que os ovos viraram de chocolate.
Comemorada no equinócio de primavera, normalmente entre 22 e 23 de setembro no hemisfério Sul (podendo ocorrer entre 20 e 25 de setembro) e entre 19 e 20 de março no hemisfério Norte (podendo ocorrer entre 17 e 22 de março).

## Curiosidades
1 - Um coelho ou lebre é associado com a deusa Eostre. Lebres são um dos primeiros animais a mostrar-se sobre a terra quando a primavera está próxima. A lebre foi um símbolo tradicional de fertilidade e seu comportamento de corte na primavera inspirou o idioma Inglês "louco como uma lebre de março".
2 - Decoração: Para decorar a celebração, pode-se pensar em colocar simbolismo de coelhos e aves, ovos de todos os tipos, ninhos, flores sazonais, como jacintos ou Narciso ao redor ou dentro de casa.